# 도카이 TV
도카이 TV(東海テレビ放送)는 1958년 12월 25일 주쿄광역권의 2번째 민영 텔레비전 방송국으로 개국했다.
약칭은 본사 사옥회관의 이름인 Tokai Hoso Kaikan 또는 회사명인 Tokai Hoso Kabushiki gaisha에서 유래한 THK, 콜사인은 JOFX-DTV이다.

## 연혁
- 1957년 10월 - 예비 면허 취득.
- 1958년 2월 1일 - 신 도카이TV 방송 주식회사로서 설립.그 후, 2월 17일 현재의 회사명으로 변경.
- 1958년 12월 25일 -방송국 개국.개국 당시에는 간사이 TV 방송, 라디오 도쿄TV(현재의 TBS), 니혼TV, 요미우리 TV 방송과 네트워크 관계를 맺는다.
- 1959년 3월 1일 - 후지 TV와 네트워크 관계를 맺지만 계속 니혼TV나 라디오 도쿄TV, 일본교육 TV, 아사히 방송, 마이니치 방송과도 프로그램 네트워크 관계를 맺는다.
- 1960년 2월 1일 - 라디오 도쿄TV 및 아사히 방송이 주부닛폰 방송·RKB 마이니치 방송과 4사연맹을 맺었기 때문에, 이 날을 기점으로 라디오 도쿄TV 및 아사히방송의 프로그램이 주부닛폰방송으로 이행되었다.
- 1962년 4월 1일 - 나고야 방송 개국에 따라 후지 TV 완전가맹국으로서의 모습이 완성되어간다. 다만, 일부 마이니치 방송 제작 프로그램은 그대로 방송했다.
- 1964년 9월 1일 - 컬러 텔레비전 방송 개시.(주쿄광역권에서는 주부니혼방송과 동시시작)
- 1966년 10월 1일 - FNN발족과 동시에 가맹.
- 1969년 10월 1일 - FNS발족과 동시에 가맹.
- 1975년 3월 31일 - 간사이 지역 준 중심방송국 네트워크 변경에 따라 마이니치 방송과의 프로그램 교류를 중지한다.
- 2003년 12월 1일 - 지상파 디지털 텔레비전 방송을 개시.
- 2008년 6월 24일 - 영업국 산하에 있던 도요하시·기후·미에 지국을 지사로 승격시키고 시즈오카 지국을 폐지하였다.
- 2011년 7월 24일 - 지상파 디지털 방송으로 전환. 이에 따라 지상파 아날로그 방송 종료.
- 2011년 8월 4일 - 자사제작 와이드 프로그램 피칸TV에서 동일본대지진 피해지역에 관한 부적절한 표현이 방송.(보충서술 참조)

## 네트워크의 변천
- 1958년 12월 25일 - 개국 당시에는 니혼TV 계열 프로그램을 중심으로 방송했다.그러면서도라디오 도쿄TV(현재의 TBS)나 간사이 TV 방송의 프로그램도 방송했다.
- 1959년 3월 1일 - 이 날 개국한 후지 TV·규슈아사히 방송 그리고 개국 당시부터 네트워크 관계를 맺고 있던 간사이TV 방송과 4국 네트워크를 맺으면서 후지TV를 중심방송국으로 정한다. 그러나 다른 방송국의 프로그램이 없어진 것은 아니고 니혼TV·라디오 도쿄TV·일본교육 TV(NET-TV.현재의 TV 아사히)이 날 도카이 TV와 네트워크 관계를 맺는다.)의 프로그램도 계속 방송했다.
- 1960년 2월 1일 - 주부닛폰 방송이 4사 연맹(현：5사연맹)에 가입하면서 라디오도쿄의 프로그램이 주부닛폰 방송으로 완전히 이행하게 된다. 이와 동시에 주부닛폰 방송에서 도카이TV로 니혼TV의 프로그램이 이행 하면서 니혼TV·후지 TV·NET-TV의 프로그램을 조합해 방송을 했다.
- 1962년 4월 1일 - 나고야 방송이 개국하면서 니혼 TV·NET-TV의 프로그램이 중단되면서 후지 TV의 프로그램이 많이 방송되었지만 마이니치 방송제작 프로그램도 계속 도카이 TV에서 방송했다.
- 1966년 10월 1일 - 뉴스 네트워크 FNN에 가맹.
- 1969년 10월 1일 - FNS에 가맹.
- 1975년 3월 31일 - 준 중심방송국 네트워크 변경에 따라 마이니치 방송의 프로그램이 주부닛폰 방송으로 이관된다.
- 1983년 9월 1일 - TV 아이치 개국으로 프로그램 구입형태로 방송하던 일부 TV도쿄 계열 프로그램이 TV아이치로 이행된다.

## 보충서술
- 주쿄 TV 방송 설립 당시 주부닛폰방송과 함께 출자했다.
- 독립 UHF 방송국 미에 TV 방송과 자본 관계가 있어 미에TV의 프로야구 주니치 드래곤즈 중계프로그램 제작을 지원하고 있다.
- 도카이 라디오 방송과는 형제 회사 관계로 같은 사옥을 1961년 9월 1일부터 함께 사용하고 있던 것 외에도 프로그램 심의 위원회등을 공유하고 있었으며 지금도 사옥 내부 일부 공간의 공동사용이나 보도 부문의 일부 제휴(도카이 라디오 전용으로 긴급 뉴스를 전하기 위해 도카이 TV 보도 데스크내에 간이 스튜디오가 설치되었다) 등 관계가 계속되고 있다.
- 아날로그 TV 채널번호와 디지털 텔레비전 가상 채널번호 둘 다 1번이다.[1][2]
- 1964년부터 2016년 3월 31일까지 후지 TV 계열 방송국에서 방송되었던 낮 드라마(오후 1시 30분부터 2시까지)의 기획·제작국이었다.
  - 덧붙이자면, 2005년경까지 초·중학생 방학기간에는 시청자 보호 관점에서 하계(7월 - 9월)와 동계(1월 - 3월)에는 일반적으로 제작하는 애증과 관련된 드라마 대신 가족끼리도 볼 수 있는 가벼운 성격의 드라마를 편성하기도 했지만 시청률이나 「도카이 TV의 낮 드라마는 애증과 관련된 드라마」라는 인상이 강해졌기 때문에 2006년 이후에는 방학기간에도 애증과 관련된 드라마를 방송했다.

### 세슘씨 사건
- 2011년 8월 4일 자사제작 와이드 프로그램 피칸TV에서 아키타현에서 생산된 우동에 관한 통신판매 광고 도중 본 방송과는 무관한 여름방학 특집 선물 축제 당첨자 공지가 방송되었는데[3] 이때 당첨자 발표 화면에 수상한 쌀 세슘 씨, 수상한 쌀 세슘 씨, 오염된 쌀 세슘 씨라는 화면이 방송되었고 이에 프로그램 MC인 후쿠시마 도시유키가 통신판매 프로그램 종료 직후 부적절한 영상이 나온 것에 대해 사과했다.
  - 사고 원인에 대해 도카이 TV측은 자막제작자가 시험적으로 만든 자막이 그대로 송출되었다고 해명했으나 이에 이와테 현은 대지진 복구에 힘쓰고 있는 이와테현을 비방했다면서 현 지사가 직접 도카이 TV 측에 항의서한을 보냈고 동시에 현 홍보사이트에 '현재(2011년 8월) 유통되고 있는 쌀은 원전 사고 발생 이전인 2010년 가을에 수확한 것으로, 이와테현의 경우 저온 창고에 적절히 보관해 유통하고 안전한 쌀이다'며 게시물을 올렸다.
- 이에 도카이 TV측은 8월 5일 방송 예정이던 피칸TV를 중단하고 오전 9시 55분부터 3분간 이 문제에 대해 피칸TV의 진행을 맡은 MC 후쿠시마 도시유키의 진행으로 사과방송을 내보냈고 저녁에는 뉴스 프로그램인 "도카이 TV 슈퍼 뉴스"의 방송을 축소한 뒤 오후 6시 36분 32초부터 6시 51분 27초까지 자막 사건의 경위를 설명하는 특별 프로그램을 방송하면서 방송 초반부에 도카이 TV 사장의 사과방송을, 사과방송 이후에는 피칸TV의 진행을 맡은 MC 후쿠시마 도시유키와 피칸TV에 출연 중인 다른 아나운서 1명이 사건경위를 설명했으나 이 프로그램이 주쿄광역권 지역에서만 방송되었기 때문에 도카이 TV는 홈페이지에 5일 방송된 특별 프로그램 개요 및 도카이 TV 간부가 이와테 현청 등을 방문해 관계자에게 사과했음을 공지했고 그와 동시에 당분간 피칸TV 방송을 중지한다고 발표했다.
- 이 사건에 대해 민간방송연맹 회장은 "원전 사고로 인해 많은 분들이 피해를 입은 가운데 방사능 풍문 피해에 대해 방송 사업자는 가장 민감하게 반응해야 한다"는 등의 발언을 한 뒤 문제가 된 자막은 너무나 상식이 결여된 표현이라고 지적하면서 "본 사건에서는 (1) 그와 같은 내용의 자막을 만든 사회의식의 부재가 그본적인 원인인데다 (2) 문제가 된자막을 확인하지 못한 점 (3) 조작 실수로 방송된 화면을 즉시 취소할 수 없었던 것에도 중요한 문제가 있다" 며 민간방송연맹 회원 각 회사에 대해 윤리관의 재확인 및 방지책을 요구하였고 아이치 현 지사도 8월 8일 도카이 TV 사장을 불러 유감의 뜻을 밝혔다.[4]

## 아이치현에 있는 다른 방송국

### 텔레비전 방송국
- NHK 나고야 방송국(라디오 겸영)
- 주쿄 TV 방송(CTV)(니혼 TV 계열)
- 주부닛폰 방송(CBC)(TV는 도쿄 방송 계열, 라디오는 JRN 계열)
- 나고야 TV 방송(NBN)(TV 아사히 계열)
- TV 아이치(TVA)(TV 도쿄계열, 아이치현만 방송구역)

### 라디오 방송국
- 도카이 라디오 방송(SF)(NRN 계열, 기후현·미에현도 방송구역에 포함)
- FM아이치(JFN 계열, 아이치현만 방송구역)
- ZIP-FM(JAPAN FM LEAGUE 계열, 아이치현만 방송구역)
- Radio NEO(MegaNet 계열)

## 같이 보기
- 도카이 라디오 방송